# شینیا ساتو
شینیا ساتو (ژاپنی: 佐藤 真也؛ زادهٔ ۱۳ نوامبر ۱۹۷۸) یک بازیکن فوتبال اهل ژاپن است.
از باشگاه‌هایی که در آن بازی کرده‌است می‌توان به باشگاه فوتبال ریوکیو و باشگاه فوتبال گراونز کیتاکیوشو اشاره کرد.